# 프리드리히빌헬름플라츠역
프리드리히빌헬름플라츠역(U-Bahnhof Friedrich-Wilhelm-Platz)은 베를린 템펠호프쇠네베르크구 프리데나우에 있는 U9의 역이다. 1971년 1월 29일에 개통했다. 역의 이름은 프리드리히 3세의 황태자 시기 이름에서 왔다.

## 역사
베를린 지하철 9호선의 슈피헤른슈트라세-발터슈라이버플라츠 구간 개통 당시에 영업을 시작했다. 1893년 건설된 교회 Zum Guten Hirten의 지반 동쪽의 프리드리히 빌헬름 광장 지하에 역이 건설되었다.
라이너 륌러가 역사를 설계했다. 1960년대 건설된 다른 역사와 비슷한 양식으로 설계했다. 섬식 승강장의 길이는 110 m이며 중간에 지지 기둥이 있다. 교회 건물을 우회하기 위해서 승강장이 약간 굽어 있다. 승강장 양쪽 끝은 중간층 대합실과 연결되며, 각각 대합실에서 도로 양쪽으로 출구가 개설되어 있다. 건설 당시의 승강장 외벽은 올리브 녹색 타일을 사용했으며, 흰색 줄무늬가 승강장과 평행한 방향으로 한 줄 나 있으며 그 공간에 역명이 표기되어 있다. 건설 당시의 천장은 녹색이었고, 베를린의 가스등을 연상시키는 조명을 설치했다. 1980년대에 조명이 고장난 후 유지보수 과정에서 전체 조명을 단순한 형태로 교체했다.
BVG는 2013년에 역 개보수공사 계획을 발표했고 2017년 중순까지 완료할 예정이었다. 추가로 설치된 엘리베이터는 2019년 2월에 영업을 시작했으며, 승강장에서 도로 중앙 교통섬으로 이어진다. 이 과정에서 점자 블록이 같이 설치되었으며, 총 예산은 170만 유로가 소요되었다. 역 개보수 과정에서 역사 내 밝기 문제로 천장을 흰색으로 다시 칠했고, 승강장 외벽, 출입구의 마감도 개보수되었다. 새로운 역사 디자인은 회색 및 오렌지색 타일을 기반으로 하고 구역, 광장, 프리드리히 3세의 황태자 시기 사진이 추가되었다.

## 인접 철도역
베를린 버스 186, 246번과 환승할 수 있다.
| 베를린 지하철 9호선                           | 베를린 지하철 9호선 | 베를린 지하철 9호선                 |
| --------------------------------------------- | ------------------- | ----------------------------------- |
| 발터슈라이버플라츠 라트하우스 슈테글리츠 방면 | U9                  | 분데스플라츠 오슬로어 슈트라세 방면 |